# Кольцов, Николай Михайлович
Никола́й Миха́йлович Кольцо́в (укр. Микола Михайлович Кольцов; 11 мая 1936, Воронеж — 27 декабря 2011, Харьков) — советский футболист, защитник, чемпион СССР (1961), мастер спорта СССР (1961), заслуженный тренер УССР (1977).

## Футбольная карьера
Родился Николай Кольцов в Воронеже, где его отец работал на авиационном заводе. В 1941 году семья переехала в Куйбышев. С 15 лет начал заниматься в местной ДЮСШ «Крылья Советов». Через три года его пригласили играть за юношескую сборную Куйбышева, с которой Николай занял первое место в чемпионате России. После этой победы, молодого футболиста приглашают в юношескую сборную РСФСР и команду класса Б Авангард (Челябинск).
С 1957 года Николай начал играть в команде мастеров «Крылья Советов», которая выступала в классе «А» чемпионата СССР. В этой команде футболист провёл четыре сезона.
В 1961 году тренер Вячеслав Соловьёв приглашает Кольцова в киевское «Динамо», где он дебютировал 8 апреля 1961 года, в матче против ленинградского «Зенита». Уже в своём первом сезоне за новый клуб, правый защитник, отличавшийся грамотной позиционной игрой и быстротой принятия решений, становится победителем первенства, впервые со своей командой завоевав звание чемпиона СССР.
В сентябре 1963 года, после просьбы харьковского партийного руководства, Кольцов был откомандирован в Харьков, для усиления местной команды мастеров «Авангард». Отыграв в харьковском клубе почти четыре сезона, Николай стал одном из лидеров оборонительных порядков команды.
Свой последний сезон в командах мастеров, провёл в кировоградской «Звезде», выступавшей во второй группе класса «А». Отыграв за клуб в 1967 году 33 матча, Николай Кольцов завершил активную игровую карьеру.

## После окончания игровой карьеры
Окончил Высшую школу тренеров при Государственном Центральном институте физической культуры (ГЦОЛИФК).
С 1968 года работал тренером в спортклубе «Металлист» завода имени Малышева.
В середине 70-х годов стоял у истоков создания харьковского спортинтерната, где проработал более 30 лет. Среди воспитанников Николая Кольцова такие известные футболисты как Сергей Балтача, Виктор Каплун, Владимир Линке, Андрей Канчельскис.
В 1977 году, за весомый вклад в развитие детско-юношеского футбола и подготовку футболистов для сборных команд страны, Николаю Михайловичу Кольцову было присвоено почётное звание заслуженного тренера УССР.
Ушёл из жизни Николай Михайлович Кольцов 27 декабря 2011 года.

## Достижения
- Чемпион СССР : (1961)

## Награды
Награждён медалью «За труд и победу» (2011).